# Boehmita
La boehmita o böhmita és un mineral de la classe dels hidròxids. Rep el seu nom del Johann Böhm (1895-1952), un químic i físic alemany que va ser el primer a estudiar-la. Va ser descrita per primera vegada a Mas Rouge, Les Baux-de-Provence, Bouches-du-Rhône, França.

## Característiques
La boehmita és un hidròxid d'òxid d'alumini, un component important de la bauxita. És dimorf de la diàspora i isostructural amb la lepidocrocita. Cristal·litza en el sistema ortoròmbic bipiramidal i el seu hàbit és típicament massiu. És de color blanc amb tons de grocs, verds, marró o vermell a causa de les impureses. Té una brillantor vítria a nacrada, una duresa de 3 a 3,5 a l'escala de Mohs i un pes específic de 3,00 a 3,07.
Segons la classificació de Nickel-Strunz, la boehmita pertany a «04.FE - Hidròxids (sense V o U) amb OH, sense H2O; làmines d'octaedres que comparetixen angles» juntament amb els següents minerals: amakinita, brucita, portlandita, pirocroïta, theofrastita, bayerita, doyleïta, gibbsita, nordstrandita, lepidocrocita, grimaldiita, heterogenita, feitknechtita, litioforita, quenselita, ferrihidrita, feroxyhyta, vernadita i quetzalcoatlita.

## Formació i jaciments
La boehmita es troba en laterites tropicals i en bauxites desenvolupades sobre una base rocosa d'alumini-silicat. També es produeix com a producte d'alteració hidrotermal del corindó i de la nefelina. Es troba amb caolinita, gibbsita i diàspora en dipòsits de bauxita, i amb nefelina, gibbsita, diàspor, natrolita i analcima en pegmatites nefelines.
Als territoris de parla catalana ha estat descrita a la mina Pilar (Alòs de Balaguer, Noguera), a Peramola (Alt Urgell) i a Sant Joan de Mediona (Pontons, Alt Penedès).